# Walther von der Vogelweide
Walther von der Vogelweide (ur. ok. 1170 najprawdopodobniej w Dolnej Austrii, zm. ok. 1230, najprawdopodobniej koło Würzburga) – minnesänger i poeta przypowieściowy (Spruchdichter) tworzący w języku średniowysokoniemieckim. Uznawany za najwybitniejszego poetę niemieckiego przed Goethem.

## Twórczość
Obok utworów lirycznych i miłosnych Walther von der Vogelweide tworzył również utwory dla celów politycznych, sławiące hojność Fryderyka, króla Sycylii, w trakcie jego starań o objęcie tronu cesarza rzymskiego.

## Dzieła (wybór)
W jego spuściźnie pozostaje 500 zwrotek w 90 piosenkach i 150 przypowieści.
- Under der linden
- Ir sult sprechen willekomen
- Ottenton
- Unmutston
- Ouwê waz êren sich von tiuschen landen!
- Reichston składający się z trzech części: Ich saz ûf eime steine, Ich hôrte ein wazzer diezen oraz Ich sach mit mînen ougen
- Palästinalied

## Opracowania
- Helmut Lomnitzer, Hans-Dieter Mück: Walther von der Vogelweide. Die gesamte Überlieferung der Texte und Melodien. (= Litterae 7). Göppingen 1977.
- Günther Schweikle: Walther von der Vogelweide. Werke. Reclam, Stuttgart 1998. (2 Bände).
- Helmut Birkhan (Hrsg.), Der 800jährige Pelzrock – Walther von der Vogelweide – Wolfger von Erla – Zeiselmauer, Verlag der Österr. Akademie der Wissenschaften, Wien 2005.
- Meinolf Schumacher: Die Welt im Dialog mit dem 'alternden Sänger'? Walthers Absagelied 'Frô Welt, ir sult dem wirte sagen' (L. 100,24), in: Wirkendes Wort 50 (2000), p. 169-188.
- Meinolf Schumacher: Die Konstituierung des „Heiligen Landes“ durch die Literatur. Walthers „Palästinalied“ und die Funktion der europäischen Kreuzzugsdichtung, in: Orientdiskurse in der deutschen Literatur, ed. Klaus-Michael Bogdal, Bielefeld: Aisthesis Verlag 2007, p. 11-30 ISBN 978-3-89528-555-4